# Asmus Maatsch
Asmus Maatsch (* 8. April 1971 in Braunschweig) ist ein deutscher Jurist und seit 2020 Richter am Bundesgerichtshof.

## Leben
Maatsch promovierte mit der 2001 veröffentlichten Dissertation Selbstverfügung als intrapersonaler Rechtspflichtverstoß – Zum Strafunrecht einverständlicher Sterbehilfe. Nach Abschluss der juristischen Ausbildung begann er seine Laufbahn 2001 als Richter auf Probe an den Amtsgerichten Hamburg und Hamburg-Altona. Außerdem war er beim Justizprüfungsamt am Oberlandesgericht Hamburg tätig. 2004 wurde er zum Richter auf Lebenszeit ernannt und kehrte an das Amtsgericht Hamburg zurück, von wo aus er 2006 an das Landgericht Hamburg wechselte. Während seiner Zeit bei diesem Gericht war er von 2006 bis 2010 als Wissenschaftlicher Mitarbeiter an das Bundesverfassungsgericht und 2012 an das Oberlandesgericht Hamburg abgeordnet. Es schloss sich von 2013 bis 2015 eine weitere Abordnung an die Behörde für Justiz und Gleichstellung der Freien und Hansestadt Hamburg an. Während der Abordnung erfolgte 2013 die Beförderung zum Vorsitzenden Richter am Landgericht. 2017 bis 2020 arbeitete Maatsch als Richter am Oberlandesgericht Hamburg in einem für Wettbewerbs-, Marken- und Urheberrecht zuständigen Zivilsenat.
Am 31. August 2020 wurde er im Alter von 49 Jahren zum Richter am Bundesgerichtshof ernannt. Das Präsidium des Bundesgerichtshofs wies ihn dem 4. Strafsenat zu, der sich vornehmlich mit Revisionen in Strafsachen aus den Bezirken der Oberlandesgerichte Hamm und Zweibrücken sowie Revisionen in Verkehrsstrafsachen beschäftigt.
Seit 1. März 2024 nimmt Maatsch die Funktion des stellvertretenden Pressesprechers des Bundesgerichtshofs wahr.

## Schriften
- Selbstverfügung als intrapersonaler Rechtspflichtverstoß – Zum Strafunrecht einverständlicher Sterbehilfe, Duncker & Humblot, Berlin 2001, ISBN 978-3-428-10333-1